# رعاية علاجية
الرعاية العلاجية أو الطب العلاجي هي الرعاية الصحية المقدمة للحالات الطبية التي يعتبر فيها العلاج ممكنًا. تختلف الرعاية العلاجية عن الرعاية الوقائية، التي تهدف إلى منع ظهور الأمراض من خلال المستحضرات الصيدلانية وتقنيات مثل التحصين، وممارسة الرياضة، وعادات الأكل السليمة وغيرها من قضايا نمط الحياة، وعن الرعاية التلطيفية، والتي تركز على الحد من شدة الأعراض، مثل الألم.
على سبيل المثال، تشمل الرعاية العلاجية لسرطان الثدي أي علاجات تعمل على إزالة الخلايا السرطانية أو تدميرها بهدف نهائي وهو القضاء على جميع أدلة المرض. في المقابل، يمكن تقديم الرعاية التلطيفية لسرطان الثدي عندما تفشل العلاجات الأخرى في القضاء على المرض ويصبح الهدف هو تخفيف الأعراض.